# Zarzalejo
Zarzalejo är en stad och kommun i Spanien. Den ligger i autonoma regionen Madrid, i den centrala delen av landet, 40 km väster om huvudstaden Madrid. Antalet invånare är 1 517.
Zarzalejo är beläget i västra delen av Sierra de Guadarrama. Befolkningen uppgår till 1873 invånare. Förr i tiden var det en plats för rekreation och vila för monarken Filip II. Vidare fanns ett stenbrott från vilket granit hämtats för att bygga klostret El Escorial.
Kommunen Zarzalejo gränsar i norr till Santa María de la Alameda och San Lorenzo de El Escorial, och i söder och väster till Robledo de Chavela. Ytan uppgår till 20,2 km².
Zarzalejo är uppdelad i två kärnområden: övre delen bildar den gamla byn och nedre delen, vid Estación de Zarzalejo, är en kärna som traditionellt är känd som los Pajares. Den förstnämnda, området kring Plaza de la Constitución och kyrkan, var den första platsen som Filip II valde för att bygga klostret El Escorial, med tanke på närheten till stenbrotten på sluttningarna av Machotas. Området vid stationen är nyare och har tillväxt under senare år, med byggandet av många ’’chalés’’.
På vägen som förbinder de två stadskärnorna har en utsiktsplats byggts med utsikt över dalen, som tidigare var fylld av fruktträdgårdar och nu är täckt av ängar med asklundar och bokträd.
Området är en del av det historiska territoriet "El Escorial: Kloster, plats och natur- och kulturmiljö", och utsågs 2006 som en plats av kulturellt intresse, Bien de Interés Cultural.
Vid infarten till staden finns ett fragment av Segoviaakvedukten, ett monument som också finns på kommunens vapen, som tecken på Zarzalejos gamla tillhörighet till sexmo Casarrubios del Monte (vilket var en traditionell administrativ indelning av Segovia på 1400-talet).
En romersk väg ligger på den östra gränsen till kommunen El Escorial. Endast några fragment av vägen finns kvar. I de delar som återstår syns stora stenhällar på marken och stående block som avgränsar vägens bredd. Man tror att vägen anslöt till den romerska väg som var känd som Vía Antenina och sträckte sig mellan Titulcia och Segovia.